# 南崁斷層
南崁斷層，為一條逆移斷層，根據經濟部中央地質調查所2010年資料顯示，為存疑性活動斷層。
此斷層可能為正移斷層，兼具右移的走向滑移分量，呈西北走向。斷層位於林口台地和桃園台地的交界，由北部竹圍附近海岸向東南延伸至龜山，全長約14公里。經過調查發現，南崁斷層只是沖刷造成，並非實際的活動斷層，所以地質調查所後來也將此活動斷層除名。

## 地質
於南崁桃園煉油廠址內的山坡，發現數條與「南崁線形」平行的小規模正斷層，並推測其為伴隨主斷層的小錯動。陳文福等（1994）於羊綢坑附近發現兩個開挖剖面；其中一個剖面以礫石層為主，夾泥沙層，有約50公尺寬的斷層帶，強烈擾動作用集中於10至15公尺的範圍，斷層帶呈鉛直約為西北－東南走向，位移無法得知，東北側林口層未受擾動，且岩層仍然近乎水平；另一剖面以砂層為主，具許多傾斜與錯動量較小的正斷層及其滑動面上的擦痕，而由礫石的破裂及斷層擦痕推定南崁斷層為右移斷層。未發現新的斷層露頭或岩層被擾動的現象，羊綢坑附近剖面已為黃棕色的砂所覆著，且未見因斷層帶而造成差異侵蝕的現象。

## 外部連結
- 一看就懂台灣地理;黃美傳;遠足文化; 2011/05/12 [民 100]